# Sécheresse de 2011 en Europe

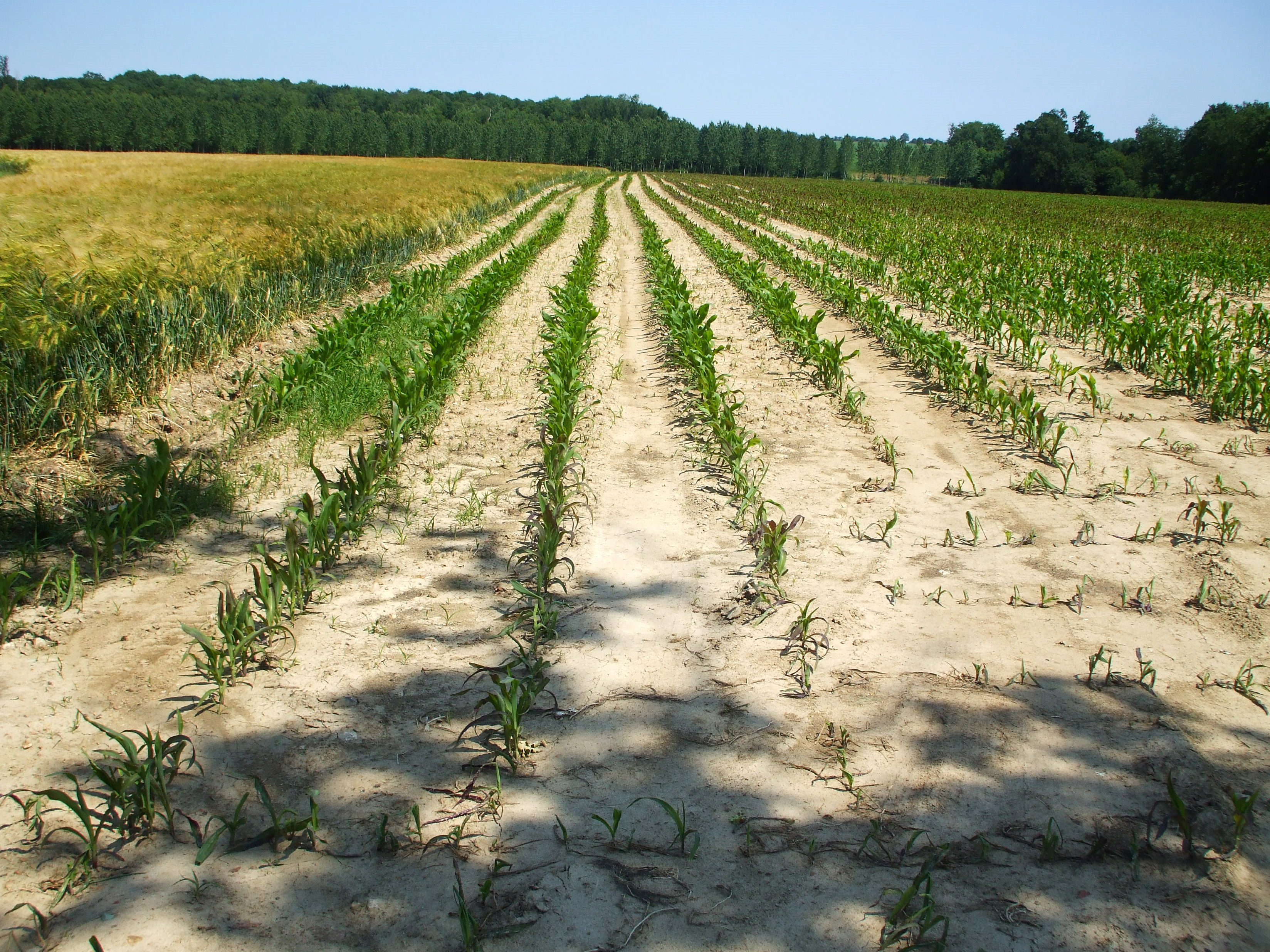
Sécheresse dans la Haute-Marne (France).

La sécheresse de 2011 en Europe a commencé au mois de mars 2011 et a concerné une grande partie du continent européen. Il s'agit de la sécheresse la plus importante survenue en Europe depuis la sécheresse de 1976. Elle se poursuit début 2012 en Espagne, Portugal et en France.

## Causes
Le premier facteur déclenchant de la sécheresse a été le faible niveau de précipitations durant l'hiver 2010-2011, période de recharge des nappes souterraines, avec des déficits dépassant parfois 20 % sur certaines régions françaises.

## Observations météorologiques

### Températures
Dans de nombreux pays européens, les températures moyennes observées en début d'année 2011 sont supérieures aux normales. Cela est particulièrement marqué pour le mois d'avril où les températures moyennes mensuelles sont en général de 3 à 5 degrés au-dessus des normales.
En Allemagne, le printemps 2011 est le deuxième printemps le plus chaud (après 1997) depuis 1881, avec une température moyenne de 10,2 °C se situant à 2,4 °C au-dessus des normales saisonnières,. La température maximale sur cette période a été atteinte à Ratisbonne le 26 mai avec 31,3 °C.
|                               | Jan  | Fév  | Mar  | Avr  | Mai  | Juin | Juil | Août | Sep  | Oct  |
| Normales 1961-1990 (°C)       | -2,1 | -0,4 | 3,6  | 8,1  | 12,9 | 16,2 | 17,9 | 17,2 | 13,7 | 8,4  |
| Température moyenne 2011 (°C) | -0,4 | -0,1 | 5,5  | 11,9 | 14,7 | 17,5 | 16,7 | 19,2 | 15,6 | 8,7  |
| Variation 2011/normales (°C)  | +1,7 | +0,3 | +1,9 | +3,8 | +1,8 | +1,3 | -1,2 | +2,0 | +1,9 | +0,3 |

En Espagne, le mois d'avril 2011 a été particulièrement chaud, avec une température moyenne mensuelle supérieure de 3,9 °C aux normales de la période 1971-2000, en faisant le mois d'avril le plus chaud depuis le début des relevés en 1950, devant le mois d'avril 1997.
|                               | Jan  | Fév  | Mar  | Avr  | Mai  | Juin | Juil | Août | Sep  | Oct  |
| Normales 1971-2000 (°C)       | 8,9  | 9,9  | 11,3 | 13,0 | 16,2 | 19,9 | 23,0 | 23,6 | 21,1 | 17,0 |
| Température moyenne 2011 (°C) | 8,4  | 10,1 | 11,8 | 16,3 | 19,1 | 21,7 | 23,8 | 25,7 | 23,6 | 19,5 |
| Variation 2011/normales (°C)  | -0,5 | +0,2 | +0,5 | +3,3 | +2,9 | +1,8 | +0,8 | +2,1 | +2,5 | +2,5 |

En France, le printemps 2011 est le plus chaud depuis « au moins 1900 », selon Météo France. Le mois d'avril a été le deuxième mois d'avril le plus chaud depuis 1900, juste derrière avril 2007, avec une température moyenne supérieure de 4,0 °C à la moyenne de référence sur la période 1971-2000. Des records de température maximale pour le mois d'avril ont été battus dans de nombreuses villes, telles que Montpellier (30,4 °C), Nîmes (30,7 °C) ou encore Bourg-Saint-Maurice (28,6 °C).
|                                        | Jan  | Fév  | Mar  | Avr  | Mai  | Juin | Juil | Août | Sep  | Oct  |
| Normales 1971-2000 (°C)                | 6,9  | 8,2  | 11,8 | 14,7 | 19,0 | 21,8 | 24,4 | 24,6 | 20,8 | 15,8 |
| Température maximale moyenne 2011 (°C) | 7,3  | 9,6  | 14,3 | 20,9 | 22,8 | 23,3 | 22,9 | 24,5 | 23,5 | 17,9 |
| Variation 2011/normales (°C)           | +0,4 | +1,4 | +2,5 | +6,2 | +3,8 | +1,5 | -1,5 | -0,1 | +2,7 | +2,1 |

Au Royaume-Uni, la température moyenne mensuelle du mois d'avril 2011 a dépassé de 3.7° les normales de la période 1971-2000,  avril 2011 devenant le mois d'avril le plus chaud depuis 1910. Dans le centre de l'Angleterre, avril 2011 constitue même le mois d'avril le plus chaud depuis plus de 350 ans.
|                                        | Jan | Fév  | Mar  | Avr  | Mai  |
| Normales 1971-2000 (°C)                | 7,2 | 7,6  | 10,3 | 12,8 | 16,5 |
| Température maximale moyenne 2011 (°C) | 7,2 | 10,9 | 11,7 | 18,5 | 21,6 |
| Variation 2011/normales (°C)           | 0,0 | +3,3 | +1,4 | +5,7 | 5.1  |

### Pluviométrie
En France, le printemps 2011 a été marqué par des précipitations exceptionnellement faibles : la hauteur moyenne des précipitations sur l'ensemble du pays a représenté environ 45 % du cumul moyen de référence (1971-2000). C'est le printemps le plus sec des cinquante dernières années, devant les printemps 1976 (54 % du cumul moyen) et 1997 (60 %).
|                           | Jan  | Fév  | Mar  | Avr  | Mai   | Juin  | Juil  | Août | Sep   | Oct   | Nov   |
| Normales 1971-2000 (mm)   | 88,8 | 82,9 | 76,6 | 94,3 | 109,7 | 101,7 | 85,1  | 78,1 | 103,1 | 105,2 | 107,1 |
| Pluviométrie 2011 (mm)    | 66,3 | 51,9 | 43   | 22,7 | 54    | 70,5  | 150,1 | 70,6 | 72,3  | 82,7  | 25,7  |
| Rapport 2011/normales (%) | 75   | 63   | 56   | 24   | 49    | 69    | 176   | 90   | 70    | 79    | 24    |

### Ensoleillement
Le fort ensoleillement a été un facteur aggravant de la sécheresse. Durant le mois d'avril, l'ensoleillement a par exemple été de 312 heures à Lyon, surpassant de 17 heures le précédent record datant d'avril 1997.
|                              | Jan | Fév | Mar | Avr | Mai |
| Normales 1991-2000 (heures)  | 69  | 90  | 172 | 180 | 225 |
| Ensoleillement 2011 (heures) | 86  | 97  | 191 | 312 | 312 |
| Rapport 2011/normales (%)    | 125 | 108 | 111 | 173 | 139 |

Sur l'ensemble de l'Allemagne, selon le Deutscher Wetterdienst, le printemps 2011 (mars-avril-mai) est le plus ensoleillé depuis le début des mesures d'ensoleillement en 1951, avec 699 heures de soleil en moyenne sur le pays contre 459 heures pour les normales saisonnières.

## Impact

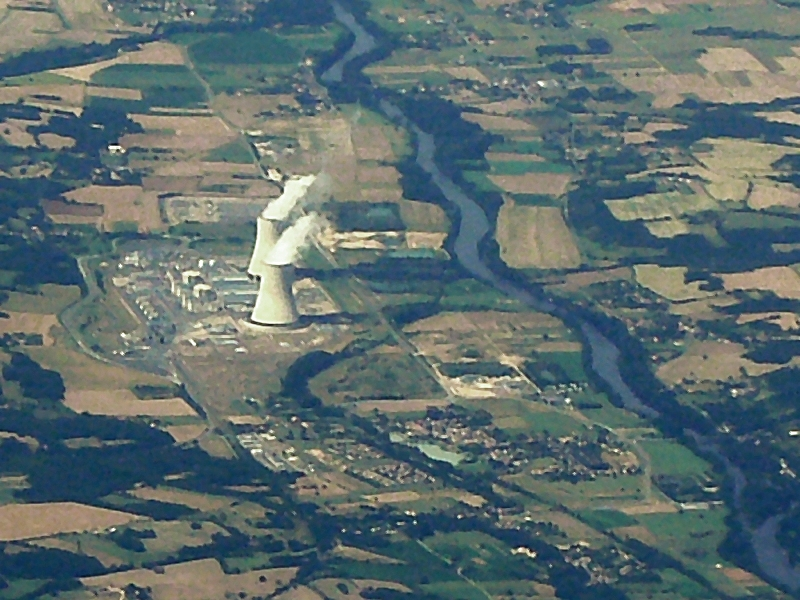
La centrale nucléaire de Civaux au bord de la Vienne

L'agriculture en Europe étant globalement une agriculture pluviale, et comme l'agriculture a besoin de beaucoup d'eau, les conséquences de la sécheresse de 2011 sur ce secteur ont été très négatives. En France, il a été nécessaire d'activer la procédure de calamité agricole dans plus d'une quarantaine de départements, afin d'indemniser les agriculteurs qui ont été touchés.
La production d'électricité est sensible à la sécheresse, plus particulièrement en ce qui concerne le fonctionnement des centrales nucléaires. En France, un rapport de l'Observatoire du nucléaire pointe le risque couru par certaines centrales nucléaires situées en bord de rivière qui peuvent contraindre Électricité de France d'arrêter certains réacteurs, l'eau des rivières étant nécessaire à leur refroidissement. Le 26 mai 2011, le ministre chargé de l'Énergie Éric Besson annonce la mise en place d'une « cellule de veille sur la sécurité d'approvisionnement électrique de la France ». Un bilan mensuel de RTE (Réseau de transport d'électricité), gestionnaire du réseau de transport d'électricité, indique que la production d'électricité hydraulique était en baisse de 29 % en avril sur un an, soit son plus bas niveau depuis 1976.
De nombreux cours d'eau connaissent pendant cette période un étiage historiquement bas. Ainsi, selon l'Agence fédérale allemande d'hydrologie, les navires sont obligés de naviguer sur le Rhin et le Danube à mi-charge, voire jusqu'à 80 % à vide.
Au début du mois de mai 2011, des incendies de landes et de forêts dus à la sécheresse ont lieu dans plusieurs régions du Royaume-Uni, notamment en Écosse, en Irlande du Nord et dans le comté du Yorkshire de l'Ouest, ainsi qu'en Belgique ; plus précisément dans les Hautes Fagnes et dans la Campine. Début juillet, c'est au tour de la France de subir quatre incendies de forêt qui sont tous situés dans la forêt des Landes. En tout 380 hectares ont brulé vers Lacanau l'origine du feu serait due à un orage, 20 hectares de forêt à Cestas c'est un mégot de cigarette qui serait à l'origine du feu, 50 hectares à Luxey et 45 hectares à Pian-Médoc .
À la mi-juillet, la France connaît un nouvel épisode d'incendie autour de la ville de Nice, en tous quelques hectares ont brulé sans faire de victime,. Au même moment en Croatie, un violent incendie fait rage sur l'île de Brac détruisant plus de 4 000 hectares de forêts et de landes. En Espagne, c'est près de la ville de La Riba, en Catalogne, qu'un incendie a détruit plus de 200 hectares de forêt entrainant l'évacuation de plusieurs campings.

## Mesures de lutte
En France, des arrêtés préfectoraux limitant l'usage de l'eau sont mis en place dans un nombre croissant de départements : 8 départements sont touchés par ces restrictions en date du 22 avril 2011, puis 33 au 17 mai, 42 le 21 mai, 54 le 27 mai, 60 le 3 juin, 71 le 8 juillet, 72 départements concernés au 15 juillet. Au 19 juillet, le nombre de départements touchés par un arrêté tombe à 71 départements. Ces restrictions s'appliquent aux particuliers (interdictions de remplissage des piscines privées ou de lavage des véhicules en dehors d’une station de lavage), aux agriculteurs (interdiction de l'irrigation des cultures en journée), aux collectivités (interdiction de l'arrosage des espaces verts et des stades en journée) et aux industries.
Au 5 aout, après un mois de juillet globalement frais et pluvieux sur l'Europe occidentale, le nombre de départements français touchés par des restrictions baisse à 66. 
La sécheresse agricole est ainsi enrayée, mais les nappes souterraines restent à des niveaux extrêmement faibles. Le 26 septembre le nombre de départements touchés était de 56 ; le 27 octobre il n'y en avait plus que 39 ; vers la mi-novembre il en reste 17. Les pluies de décembre ont mis fin à cet épisode de sécheresse sauf localement comme dans les plaines de la Limagne.